# AltaVista
AltaVista – wyszukiwarka internetowa opracowana w 1995 r. przez dział badawczy Digital Equipment Corporation, bazująca na wprowadzonych w tamtym czasie szybkich serwerach Alpha tej firmy.
Twórcy opracowali uprzednio nowatorską metodę gromadzenia każdego wyrazu w szybkim, przeszukiwalnym indeksie, co legło u podstaw zbudowania wyszukiwarki sieciowej. W szybkim czasie przewyższyła ona konkurencyjne Lycos i Excite, była też pierwszą wielojęzyczną wyszukiwarką i obsługiwała języki oparte na niełacińskich alfabetach, jak japoński czy chiński. Jednym z mechanizmów był Babelfish, oferujący narzędzia do automatycznej translacji stron. Nowatorskimi narzędziami były wyszukiwanie fraz i multimediów.
Po zakupieniu firmy DEC przez Compaqa AltaVista sukcesywnie traciła na znaczeniu i ostatecznie wyszukiwarka została wydzielona jako niezależna firma, którą w lutym 2003 wykupiła firma Overture Services. W marcu 2004 Overture została z kolei przejęta przez Yahoo!.
Wyszukiwarkę obsługuje też specjalna wtyczka do przeglądarki AltaVista Toolbar, dająca dostęp do rozmaitych narzędzi wyszukiwawczych.
Wyszukiwarka AltaVista została zamknięta 8 lipca 2013 przez Yahoo w ramach reorganizacji firmy.